# Gelijksporig mesturntje
Het gelijksporig mesturntje (Hypocopra brefeldii) is een zakjeszwam die behoort tot de familie Xylariaceae. Het leeft op uitwerpselen van haas/konijn.

## Kenmerken

### Uiterlijke kenmerken
Stromata hebben een diameter van 250 tot 350 µm. Ze zijn glad, met een zwart oppervlak dat is omringd door een smalle geelachtige band van niet-gemelaniseerde cellen.

### Microscopische kenmerken
Het peridium is samengesteld uit een buitenste laag van middenbruine dunwandige vertakte ineengestrengelde hyfen met een diameter van 3 tot 5 µm, en een binnenlaag van hoekige lichtgeelbruine cellen met een diameter van 6 tot 10 µm. De asci zijn 8-sporig, cilindrisch, kort gesteeld en blauw kleurend in Melzers reagens. De ascosporen zijn glad, in de acus eenzijdig gerangschikt, ellipsvormig, donker chocoladebruin, dikwandig, omgeven door een brede gelatineuze omhulling tot 4 µm dik in het middengedeelte van de spore en soms tot ca. 11 µm aan de toppen en meten (22–) 23,5–27,5 (–29) × 13–14,5 (–15) µm.

## Verspreiding
In Nederland komt het zeldzaam voor. Het staat niet op de rode lijst en is niet bedreigd.